# Sociedad de amigos del Louvre
La Sociedad de amigos del Louvre (en francés: Société des amis du Louvre) es una asociación, independiente del Museo del Louvre, reconocida de utilidad pública en Francia por decreto de 14 de septiembre de 1898. Fundada en 1897, tiene por objeto enriquecer las colecciones del Museo del Louvre, adquiriendo, para donar al museo, objetos que tienen un valor artístico, arqueológico o histórico.

## Descripción
La Sociedad de amigos del Louvre cuenta con más de 60.000 miembros. Y entre las cuotas y las donaciones de sus socios le permite disponer cada año, como media, de un presupuesto de adquisiciones de obras de arte del orden de 3 millones de euros.
Sus donaciones al museo se cuentan por centenas, y muchas destacan entre las obras maestras conservadas en el Louvre: la Pietà de Villeneuve-lès-Avignon, El baño turco de Ingres, la diadema de la emperatriz Eugenia, etc.
Esto sitúa a la sociedad como el patrocinador privado más generoso y constante del Museo del Louvre.

## Historia
La sociedad de los amigos del Louvre fue fundada en 1897, a iniciativa de algunos políticos y altos funcionarios de la administración de las bellas artes francesas; Raymond Koechlin contribuyó a la fundación.
Lamentando la escasez de medios financieros de los que disponía el Museo del Louvre para aumentar sus colecciones, y conscientes de la necesidad de ayudar con una institución complementaria a la Réunion des musées nationaux, creada dos años antes, pensaron que la llamada a la iniciativa privada podría paliar la insuficiencia de los recursos aportados por el Estado frente a la competencia extranjera, particularmente la del National Gallery de Londres y del museo de Berlín, más ricamente dotados que el Louvre.